# Weygoldtia
Genre
Weygoldtia est un genre d'amblypyges de la famille des Charinidae.

## Distribution
Les espèces de ce genre se rencontrent au Viêt Nam, au Laos, au Cambodge et en Chine à Hainan,.

## Liste des espèces
Selon Zhu, Wu, Liu, Reardon, Román-Palacios, Li et He en 2021 :
- Weygoldtia consonensis Miranda, Giupponi, Prendini & Scharff, 2021
- Weygoldtia davidovi (Fage, 1946)
- Weygoldtia hainanensis Zhu, Li & He, 2021

## Étymologie
Ce genre est nommé en l'honneur de Peter Weygoldt.

## Publication originale
- Miranda, Giupponi, Prendini & Scharff, 2018 : « Weygoldtia, a new genus of Charinidae Quintero, 1986 (Arachnida, Amblypygi) with a reappraisal of the genera in the family. » Zoologischer Anzeiger, vol. 273, p. 23-32.